# Grant Green
Grant Green (San Luis, Misuri; 6 de junio de 1935 — Nueva York; 31 de enero de 1979) fue un guitarrista y compositor estadounidense de jazz.
Editada su amplia obra casi exclusivamente en Blue Note Records (como líder y acompañante), Green se aproximó tanto al hard bop como al soul jazz, bebop y latin jazz a lo largo de su carrera. Los críticos Michael Erlewine y Ron Wynn consideran que, aunque fue severamente infravalorado en vida, Green es uno de los grandes guitarristas, con un toque inmediatamente reconocible, probablemente más que en cualquier otro guitarrista.

## Biografía
Green nació el 6 de junio de 1935 en San Luis, Misuri. Su primera actuación como profesional se produjo a los 13 años. Sus primeras influencias fueron Charlie Christian y Charlie Parker, y su primer estilo fue el boogie-woogie, antes de llegar al jazz. Su primera grabación en San Luis fue con el saxo tenor Jimmy Forrest para el sello discográfico Delmark. El baterista de la orquesta era Elvin Jones, más adelante acompañante de John Coltrane. Grant grabaría de nuevo con Jones a comienzos de los sesenta. Lou Donaldson descubrió a Grant tocando en un bar en San Luis. Tras realizar una gira junto a él, Grant llegó a Nueva York entre 1959 y 1960.
Lou Donaldson presentó a Grant a Alfred Lion de Blue Note Records. Lion quedó tan impresionado con Grant que, antes que probarlo como acompañante, como era lo habitual en el sello, Lion lo situó para grabar como líder, estatus que se mantuvo con pocas excepciones durante los años sesenta. De 1961 a 1965 Grant se convirtió en uno de los músicos con mayor número de grabaciones para la compañía. Su primer disco como líder fue Grant's First Stand. El mismo año publicó Green Street y Grantstand. Al tiempo, acompañaba a otros músicos de Blue Note, entre los que se encontraban los saxofonistas Hank Mobley, Ike Quebec, Stanley Turrentine y Harold Vick, y organistas como Larry Young. Grant fue elegido como la mejor estrella emergente en la encuesta entre los críticos de Down Beat en 1962. Como consecuencia de ello, su popularidad se extendió más allá de Nueva York.
Sunday Mornin', The Latin Bit y Feelin' the Spirit son todos ellos ejemplos de discos conceptuales, cada uno con un estilo diferente: Gospel, música latina y espiritual. Grant trabajó siempre el éxito comercial con el éxito artístico, como es el caso de Idle Moments (1963), acompañado de Joe Henderson y Bobby Hutcherson, y de Solid (1964), con la sección rítmica de Coltrane, ambos discos considerados como de las mejores obras de Grant. Muchas de las grabaciones del guitarrista no fueron editadas en vida, como es el caso de Matador, en la que Grant estuvo acompañado otra vez por la sección rítmica de Coltrane, y una serie de sesiones con el pianista Sonny Clark.
En 1966 Green abandonó Blue Note y grabó para otros sellos, entre ellos Verve. Entre 1967 y 1969 Grant estuvo inactivo debido a problemas personales y a los efectos de su adicción a la heroína.
En 1969, regresó con un grupo con influencias funk. Sus grabaciones de este periodo incluyen la comercialmente exitosa Green is Beautiful y la banda sonora de la película The Final Comedown. Grant abandonó Blue Note otra vez en 1974 y sus grabaciones siguientes son consideradas habitualmente como comerciales.
Grant estuvo a lo largo de 1978 en muchas ocasiones en el hospital y frente al consejo médico salió de él para conseguir sanear su economía. Cuando estaba en Nueva York tocando junto a George Benson, murió tras sufrir un ataque al corazón en el interior de su coche el 31 de enero de 1979. Fue enterrado en su ciudad natal de San Luis; tuvo seis hijos.

## Discografía

### Como líder
- 1960-1961 - First Session (Blue Note Records, 7243 5 27548-2) publicado el 2001
- 1961 - Grant's First Stand (Blue Note Records, BLP 4064)
- 1961 - Green Blues (Muse Records, MR-5014) publicado el 1973
- 1961 - Green Street (Blue Note Records, BLP 4071)
- 1961 - Sunday Mornin' (Blue Note Records, BLP 4099)
- 1961 - Grantstand (Blue Note Records, BLP 4086)
- 1961 - Remembering (Blue Note Records, GXK 8167) publicado el 1980
- 1961 - Gooden's Corner (Blue Note Records, GXF-3058) publicado el 1979
- 1961-1962 - Born to Be Blue (Blue Note Records, BST 84432) publicado el 1985
- 1962 - Nigeria (Blue Note Records, LT-1032) publicado el 1980
- 1962 - Oleo (Blue Note Records, GXF-3085) publicado el 1980
- 1962 - The Latin Bit (Blue Note Records, BLP 4111)
- 1962 - Goin' West (Blue Note Records, BST 84310) publicado el 1969
- 1962 - Feelin' the Spirit (Blue Note Records, BLP 4132)
- 1963 - Blues for Lou (Blue Note Records, 7243 5 21438 2)
- 1963 - Am I Blue (Blue Note Records, BLP 4139)
- 1963 - Idle Moments (Blue Note Records, BLP 4154)
- 1964 - Matador (Blue Note Records, GXF-3053) publicado el 1979
- 1964 - Solid (Blue Note Records, LT-990) publicado el 1980
- 1964 - Talkin' About! (Blue Note Records, BLP 4183)
- 1964 - Street of Dreams (Blue Note Records, BLP 4253) publicado el 1967
- 1965 - I Want to Hold Your Hand (Blue Note Records, BLP 4202)
- 1965 - His Majesty King Funk (Verve Records, V/V6 8627)
- 1967 - Iron City! (Cobblestone Records CST 9002) publicado el 1972
- 1969 - Carryin' On (Blue Note Records, BST 84327)
- 1970 - Green Is Beautiful (Blue Note Records, BST 84342)
- 1970 - Alive! (Blue Note Records, BST 84360)
- 1971 - Live at Club Mozambique (Blue Note Records) publicado el 2006
- 1971 - Visions (Blue Note Records, BST 84373)
- 1971 - Shades of Green (Blue Note Records, BST 84413) publicado el 1972
- 1971 - The Final Comedown (Blue Note Records, BST 84415)
- 1972 - Live at the Lighthouse (Blue Note Records, BN-LA 037-G2)
- 1976 - The Main Attraction (Kudu Records, KU-29)
- 1978 - Easy (Versatile Records, MSG 6002

### Como acompañante
1959
- Jimmy Forrest – All The Gin Is Gone (Delmark)
- Jimmy Forrest – Black Forrest (Delmark)

1960
- Sam Lazar – Space Flight (Argo)
- Willie Dixon – Blues Roots Series, Vol. 12 (Chess)

1961
- Lou Donaldson – Here 'Tis (Blue Note)
- Baby Face Willette – Face to Face (Blue Note)
- Baby Face Willette – Stop and Listen (Blue Note)
- Brother Jack McDuff – The Honeydripper (Prestige)
- Stanley Turrentine – Up at "Minton's" (Blue Note)
- Dave Bailey – Reaching Out (Jazztime)
- Hank Mobley – Workout (Blue Note)
- Horace Parlan – Up & Down (Blue Note)
- Brother Jack McDuff – Steppin' Out (Prestige)
- Brother Jack McDuff – Goodnight, It's Time to Go (Prestige)
- Stanley Turrentine – ZT's Blues (Blue Note)
- Lou Donaldson – A Man with a Horn (Blue Note)
- Sonny Red – The Mode (Jazzland)
- Sonny Red – Images (Jazzland)
- Ike Quebec – Blue & Sentimental (Blue Note)

1962
- Joe Carroll – Man With A Happy Sound (Charlie Parker Records)
- Dodo Greene – My Hour Of Need (Blue Note)
- Don Wilkerson – Elder Don (Blue Note)
- Don Wilkerson – Preach Brother! (Blue Note)
- Lou Donaldson – The Natural Soul (Blue Note)

1963
- Lou Donaldson – Good Gracious! (Blue Note)
- Jimmy Smith – I'm Movin' On (Blue Note)
- Jimmy Smith – Special Guests (Blue Note [rel. 1984])
- Booker Ervin – Back From The Gig (Blue Note)
- Herbie Hancock – My Point of View (Blue Note)
- Horace Parlan – Happy Frame of Mind (Blue Note)
- "Big" John Patton – Along Came John (Blue Note)
- Gloria Coleman – Soul Sisters (Impulse!)
- Harold Vick – Steppin' Out! (Blue Note)
- "Big" John Patton – Blue John (Blue Note)
- Don Wilkerson – Shoutin' (Blue Note)
- George Braith – Two Souls in One (Blue Note)
- Mary Lou Williams – Black Christ Of The Andes (Saba/MPS)
- George Braith – Soulstream (Blue Note)
- Bobby Hutcherson – The Kicker (Blue Note)

1964
- Lee Morgan – Search for the New Land (Blue Note)
- George Braith – Extension (Blue Note)
- "Big" John Patton – The Way I Feel (Blue Note)
- Larry Young – Into Somethin' (Blue Note)
- Donald Byrd – I'm Tryin' to Get Home (Blue Note)

1965
- Johnny Hodges & Wild Bill Davis – Joe's Blues (Verve)
- Johnny Hodges & Wild Bill Davis – Wings & Things (Verve)
- Grassella Oliphant – The Grass Is Greener (Atlantic)
- "Big" John Patton – Oh Baby! (Blue Note)
- Lou Donaldson – Musty Rusty (Cadet)
- "Big" John Patton – Let 'em Roll (Blue Note)

1966
- George Braith – Laughing Soul (Prestige)
- "Big" John Patton – Got a Good Thing Goin' (Blue Note)
- Art Blakey – Hold On, I'm Coming (Limelight)
- Stanley Turrentine – Rough 'n' Tumble (Blue Note)

1969
- Rusty Bryant – Rusty Bryant Returns (Prestige)
- Charles Kynard – The Soul Brotherhood (Prestige)
- Reuben Wilson – Love Bug (Blue Note)
- Don Patterson – Brothers-4 (Prestige)
- Don Patterson – Donny Brook (Prestige)
- Don Patterson – Tune Up! (Prestige)

1970
- Charles Kynard – Afro-Disiac (Prestige)
- Fats Theus – Black Out (CTI)
- Houston Person – Person to Person! (Prestige)

1973
- Houston Person – The Real Thing (Eastbound)